# Vélo Sport chartrain
Le Vélo Sport chartrain est un club omnisports fondé en 1897 et basé à Chartres (Eure-et-Loir).
Club historique de la préfecture eurélienne, il est réputé pour ses sections football, cyclisme et athlétisme.

## Histoire

### Historique général
En décembre 1897, le Vélo Sport chartrain est fondé par un groupe de pratiquants et de sympathisants. Les trois disciplines de départ sont : le rugby à XV, la course à pied, et le cyclisme. Ce dernier est alors le sport le plus avancé, d'où le nom de « Vélo Sport ».
En 1907, la mairie concède au VSC la praire des Grands-Prés, c'est alors un terrain marécageux souvent inondé. Des travaux importants le rendent utilisable. Pendant la première Guerre mondiale, l'ensemble des installations est réquisitionné par l'armée.
Le Vélo Sport chartrain crée sa section natation en 1933-1934. Son bassin est installé aux Trois-Ponts« Chartres et la natation… une longue histoire ! », sur chartres.fr (consulté le 7 juillet 2019).  
Les activités du club sont réduites pendant la seconde Guerre mondiale. Un bombardement en 1944, dont les traces sont encore visibles sur les arches du pont, détruit totalement les installations du stade.
En 1987, le VSC perd son caractère omnisports, une union regroupe les sections sauf celle de tennis.

### Section rugby à XV (1907-19??)
La section rugby à XV du VSC participe aux éditions du Championnat de France de rugby à XV au début des années 1900 avec notamment une demi-finale en 1903-1904 contre le Stade français.
En 1968, le VSCR se hisse en finale du Championnat de France de rugby à XV de 4e série. Il s'agit du sixième échelon des championnats régionaux français de rugby à XV, soit le 11e niveau hiérarchique général et le 9e niveau amateur.

### Section tennis (1907-1995)
Sur l'ancienne patinoire du Clos-Pichot de Chartres, un terrain est utilisé jusqu'en 1907. Le VSC y obtient ses premiers succès en compétition. À cette date, la mairie concède au VSC la praire des Grands-Prés. Un premier court est construit près des tribunes, peu après suivent deux courts supplémentaires. Une cabane en bois sert de vestiaire.
Avec la première Guerre mondiale, l'activité du tennis ne peut reprendre qu'en 1919.
En 1930, un chalet en bois vient remplacer la cabane. Pour les douches, il faut on attendre 1952 et 1960 pour l'électricité. Un bombardement en 1944 endommage le chalet, le club est saccagé. Mr Auguste Hebert, grâce à l'action de Mr Temine, ingénieur des Ponts et Chaussées, obtient l'indemnisation des dommages de guerre.
En 1953, le club compte 139 membres entrainés par un moniteur diplômé depuis 1949. En 1955 et 1957, Françoise Fauveau gagne le championnat de l'Orléanais de troisième série et se classe à 15/2. Le club est alors à la première place au nombre de licenciés de la ligue de l'Orléanais avec 228 membres. Il obtient de bons résultats sportifs : Bernard Osburg gagne le championnat deuxième série en 1974, et l'équipe 1 accède à l'excellence.
Au début des années 1980, le club obtient la construction de deux courts couverts près de la ligne de chemin de fer. Le club house est édifié en 1983-1984. L'organisation de tournois importants est envisagé. Le club prend contact avec le juge-arbitre de Roland-Garros, Jacques Dorfmann. Avec son aide, le club organise en 1984 et 1985 un tournoi « hors catégorie ». En 1986, la présidente Françoise Chedeville dirige le Comité d'organisation d'un tournoi ATP doté de 54 000 dollars. Des tribunes sont construites, un village permet aux sponsors de recevoir des visiteurs. C'est, en importance, le cinquième tournoi organisé en France. C'est un succès sportif, mais l'affluence ne répond pas aux espérances. Mme Chedeville quitte ensuite la présidence, après avoir fait face aux difficultés de la gestion du club et l'organisation des tournois. Une politique d'économie est appliquée. Les joueurs du tournoi de Roland-Garros, qui trouvent difficilement des terrains, acceptent de venir à Chartres s'entraîner et participer au tournoi qui porte le nom de « Pré Roland-Garros » jusqu'en 1991. On y voit notamment Karel Nováček, Horst Skoff, Víctor Pecci, Andrés Gómez, Jonas Svensson, Thomas Muster vainqueur en 1988.
En 1987, le VSC perd son caractère omnisports et la section tennis devient le « Vélo Sport chartrain tennis ».
En 1995, la municipalité reprend les installations sous le nom de « Tennis Club de Chartres ».

### Section cyclisme
En 2016, après 20 ans de mise en sommeil, le VSCC remet au goût du jour son école de cyclisme, pour pouvoir former ses espoirs dès le plus jeune âge. Elle est parrainée par Nicolas Edet, professionnel chez Cofidis et licencié au VS Chartres, passé par l'ancêtre de celle-ci.
Pour la saison 2017, le directeur sportif Guy Gallopin annonce les ambitions de l'équipe. « Nous visons les cinq premières places au Coupe de France de DN2. » L'objectif est réalisable car certaines recrues sont spécialistes du sprint : c'est le cas d'Émilien Clère, champion de France de demi-fond. L'ancien pro d'AG2R Steve Houanard arrive aussi au VSC. Le président Patrick Destouches avoue aussi les envies de rejoindre la DN1 à moyen terme.
En avril 2018, la municipalité chartraine impose une identité commune aux principaux clubs de la ville, en déclinant sa marque territoire « C' Chartres » et la couleur dominante pour leur maillot : le bleu de Chartres, un bleu clair. Le Vélo Sport chartrain devient donc le « C' Chartres cyclisme ».

### Section athlétisme
Dans les années 1980-1990, l'Eure-et-Loir est le numéro 1 dans la région et le VS Chartres possède un gros collectif.
En 2012, Lucé-Mainvilliers PTT, le VS Chartres et Beauce Olympique Sport (BOS) se regroupe pour former une entente. Chaque entité reste cependant indépendante. En 2013, la regroupement compte 550 licenciés.
L’Entente sportive ACLAM (Athlé Chartres Lucé ASPTT Mainvilliers) compte 788 licenciés et est classé en Nationale 2 pour la saison 2015-2016.
Lors de l'Assemblée générale de 2016, le président Gilles Debray annonce que la section athlétisme du VSC comptabilise 412 licenciés : 60 en catégorie « découverte », 180 en compétition, 40 en running loisirs, 125 en santé-marche nordique et 7 encadrants. Sur l'année 2016, le club termine 3e aux championnats de France et 2e du challenge national par équipes. Il compte aussi deux jeunes licenciés obtenant, par le ministère de la Jeunesse et des Sports, le statut d'athlète de haut niveau. Il s'agit de François Noussigue, junior spécialiste du 400 m, et de Jordan Miezi, cadet expert sur 100 m. M. Debray annonce aussi que le VSC organise le championnat de France de marche nordique fin octobre 2017.

## Personnalités

### Présidents
En 1979, G. Platrier laisse la présidence de la section tennis à Olivier Denis, qui cède la place à Françoise Chedeville en 1983. Celle-ci est à l'origine de la mise en place du tournoi pré-Roland Garros. En 1986, elle laisse la direction à Joël Fritz. Une politique d'économie est appliquée. Philippe Zanker devient président en 1988. Après six ans difficiles, il cède sa place à Stéphane Hebert qui, aidé de Joëlle Morin, porte une attention particulière à la vie du club. En 1995, la municipalité reprend les installations sous le nom de Tennis Club de Chartres.
Lors de la fusion entre les deux clubs chartrains de football en 1989, Claude Vandenbogaerde, alors président du Vélo Sport chartrain, devient président d'honneur du nouveau Football Club et cède sa place à Gérard Procureur, PDG du garage Ford de Chartres.
En 2000, Patrick Destouches accède à la présidence de la section cyclisme du VS Chartres en succédant à Marc Aiglehoux. Arrivé en 1993 lorsque son fils signe au VSC, il devient dirigeant, puis rentre dans le bureau et passe vice-président du temps de la présidence d'Aiglehoux. En 2015, il entame sa quinzième saison et, comme jeune retraité, annonce consacrer 80 % de son temps libre au VSC.
| Omnisports    | Athlétisme    | Cyclisme                         | Football                          | Tennis                           |
| ------------- | ------------- | -------------------------------- | --------------------------------- | -------------------------------- |
| ?             | ?             | ?                                | ?                                 | G. Platrier (19??-1979)          |
| ?             | ?             | ?                                | ?                                 | Olivier Denis (1979-1983)        |
| ?             | ?             | ?                                | ?                                 | Françoise Chedeville (1983-1986) |
| ?             | ?             | ?                                | ?                                 | Joël Fritz (1983-1988)           |
| ?             | ?             | ?                                | ?                                 | Philippe Zanker (1988-1994)      |
| ? (19??-1987) | ?             | Marc Aiglehoux (199?-2000)       | Claude Vandenbogaerde (19??-1989) | Stéphane Hebert (1994-1995)      |
| -             | Gilles Debray | Patrick Destouches (depuis 2000) | -                                 | -                                |

### Entraîneurs

#### Section cyclisme
En 2015, l'ancien professionnel Christophe Lavainne devient le directeur sportif du VSCC et prend la suite de Stéphane Gendron. Il est engagé pour un an renouvelable.
En 2016, Guy Gallopin arrive comme directeur sportif de la section cyclisme, plus particulièrement auprès de l'équipe de Nationale 2, et accompagne le suivi de l'entrainement.

### Sportifs reconnus

#### Cyclistes
Dans les années 1990, Fabien Merciris débute au VSC avant de devenir champion de France sur piste.
En 1995 et 1996, Guillaume Judas intègre le VSC, et gagne avec l'équipe de DN2 sa première victoire en Elite, puis sa première victoire internationale. En 2006 et en 2007, il revient au club pour y finir sa carrière de haut niveau, en remportant notamment les Boucles de la Loire, Redon-Redon, et en devenant champion du monde Master sous les couleurs bleues et or.
En 1999 et 2000, Jérôme Chiotti, ancien coureur professionnel et champion de France de cyclo-cross en 1995 intègre le VSC. Il obtient un titre de champion régional de cyclo-cross, et un titre de champion de France de VTT en cross-crountry sous les couleurs chartraines.
Nicolas Edet obtient de bons résultats à partir de la catégorie cadet en cyclisme sur route, en cyclo-cross et en VTT. En 2006, il entre en catégorie espoir (moins de 23 ans) et se consacre exclusivement à la route. En 2007, il dispute le Tour du Faso avec une équipe régionale du Centre. Il en remporte la quatrième étape et finit huitième au classement général. En 2008, après avoir obtenu un BTS de Mécanique automatisme industriel, il décide de « [se] consacrer une année entière au vélo » et quitte le VSC.
En 2010 puis de 2012 à 2014, Romain Lebreton évolue dans le club chartrain.
En 2015, Alexandre Lemair s'engage avec le VS chartrain mais préfère finalement mettre fin à sa carrière et se consacrer à sa reconversion.
En 2017, Émilien Clère, double champion de France de demi-fond, rejoint le VSC.
- Ronan Racault (2012-2013)
- Alexandre Lemair (2015)
- Romain Lebreton (2010, 2012-2014)
- Romain Gioux (2016)
- Yann Pivois (2012)

#### Athlètes
Jean Gallet se fait d'abord connaître sous le maillot du VSC où il se forge le plus gros palmarès de tous les athlètes d'Eure-et-Loir avec cinq titres de champion de France sur le cendré du stade Yves-du-Manoir de Colombes. En 1941, il s'adjuge le 3 000 m steeple puis le 1 500 m en 1942 et à nouveau le 3000 m steeple en 1943. Après la guerre, sur la même distance, il est à nouveau sacré en 1946 et 1947. Après le bleu du VSC, Jean Gallet se consacre à celui de la République avec, notamment, un mandat de député de la 1re circonscription d'Eure-et-Loir entre 1981 et 1986. Jean Gallet donne son nom au stade de la rue Jean-Monnet à Chartres.
Dans les années 1960, Claudette Brouard porte les couleurs du club chartrain sur les plus hautes marches nationales du cross-country.
En 1967, Bernard Maroquin bat trois records de France (de l'heure, du 20 000 mètres et du 10 miles) alors qu'il est sous les couleurs du VSC.
Dans les années 1990, Éric Perrot, spécialiste du 100 et 200 mètres, se hisse jusqu'au plus haut niveau européen avec le maillot du VSC. Dans le même temps, Amélie Perrin rafle tout aux lancers de disque et marteau mais le club ne peut assumer ses frais de performance et elle quitte le club en 2002.
Pour la saison 2000, 2001 et 2004, le spécialiste de trail et marathon Éric Lacroix est licencié du VSC.